# Aplidium proliferum
Aplidium proliferum är en sjöpungsart som först beskrevs av Milne-Edwards 1841.  Aplidium proliferum ingår i släktet Aplidium och familjen klumpsjöpungar. Arten har ej påträffats i Sverige. Inga underarter finns listade i Catalogue of Life.

## Bildgalleri

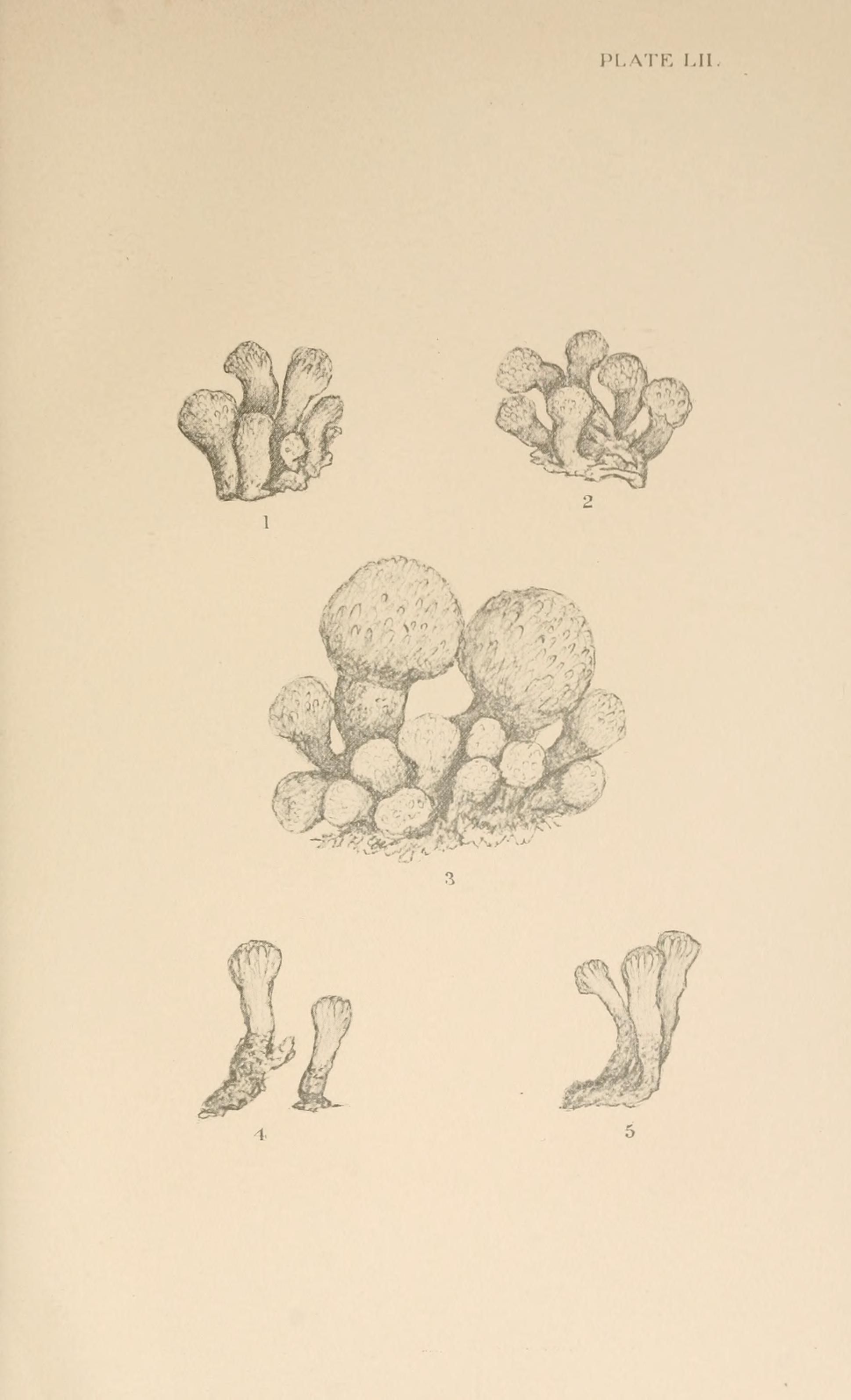
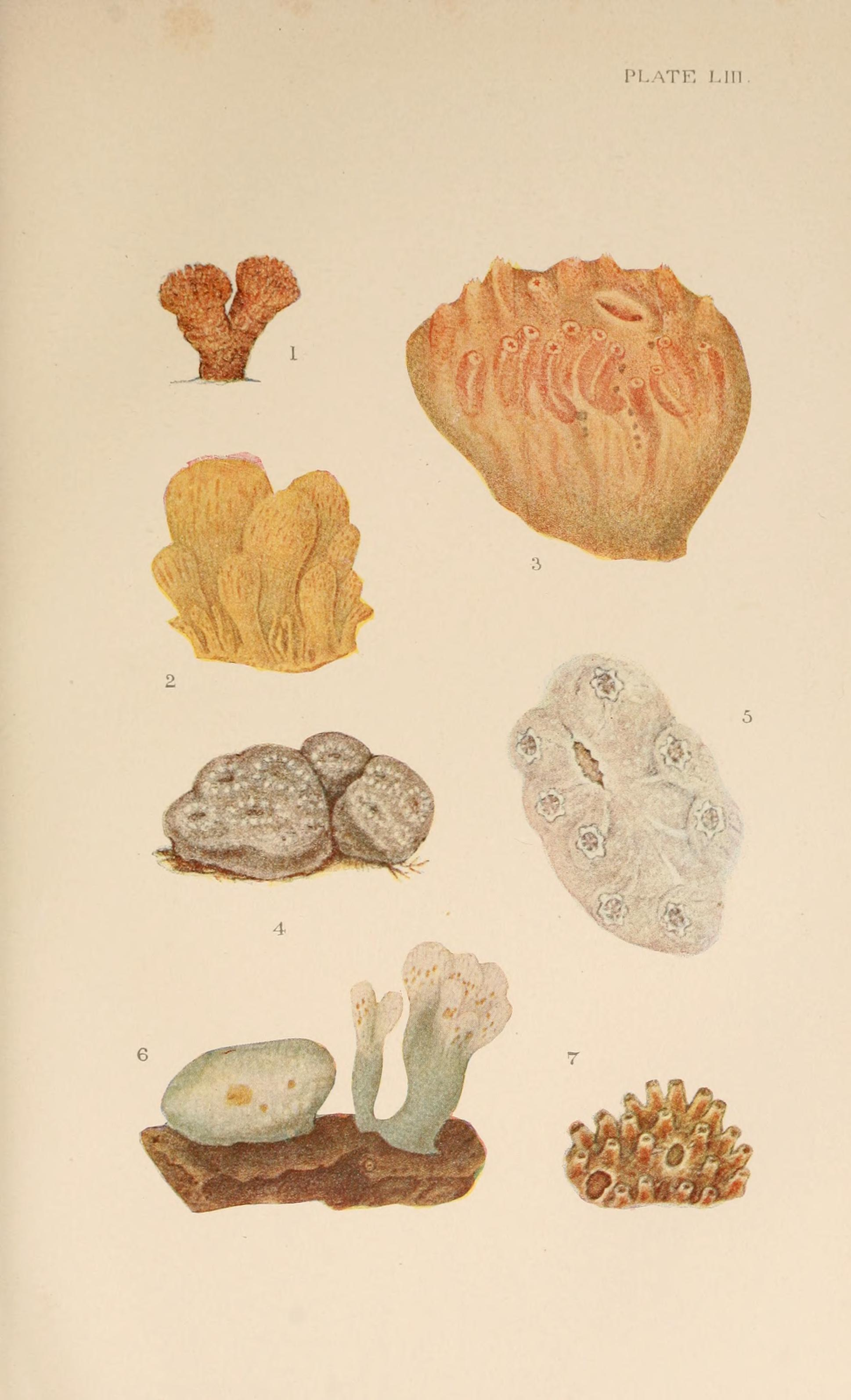
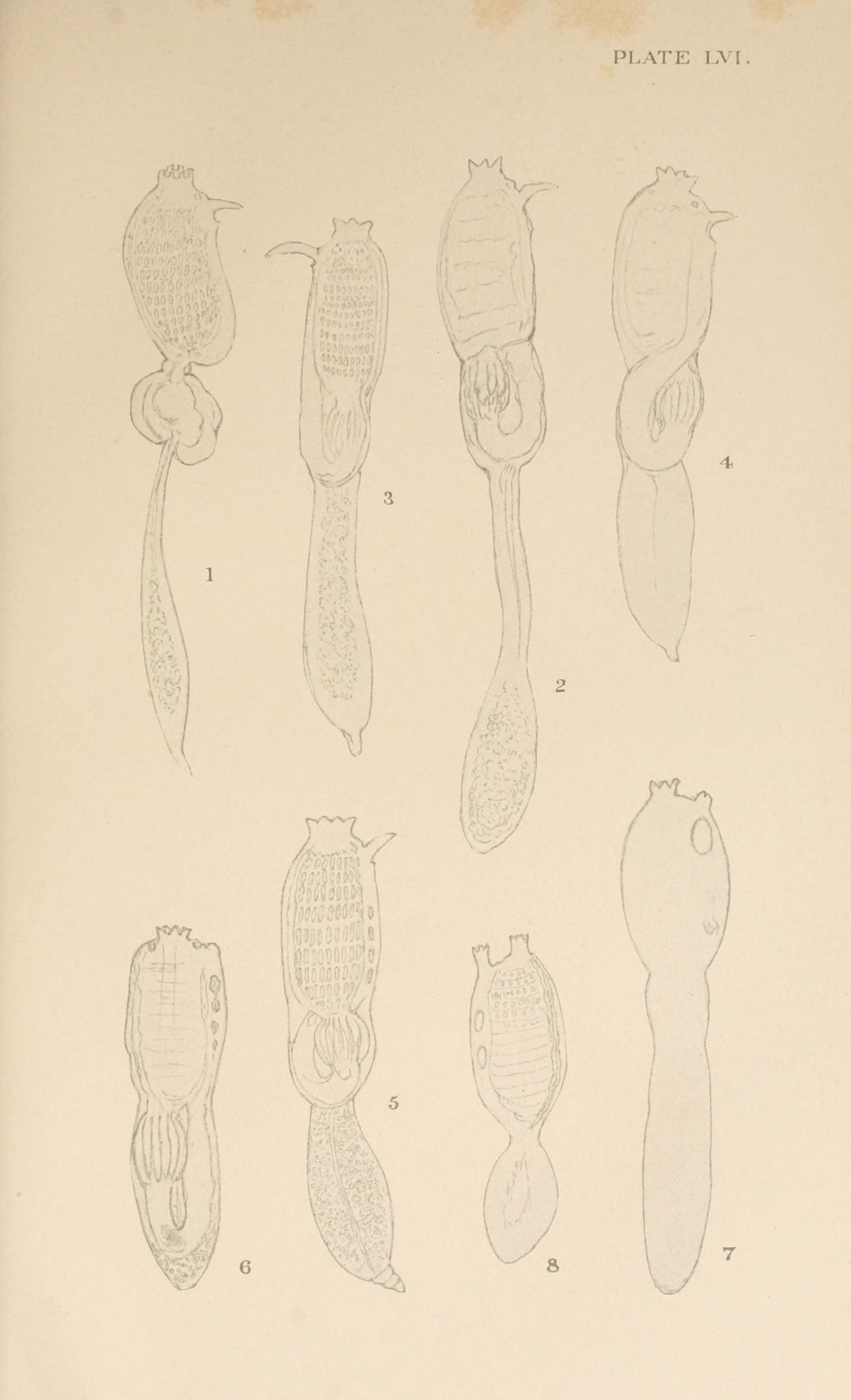